# ドーム前千代崎駅
ドーム前千代崎駅（ドームまえちよざきえき）は、大阪府大阪市西区千代崎三丁目にある大阪市高速電気軌道（Osaka Metro）長堀鶴見緑地線の駅。駅番号はN12。
本項では、同地にある阪神電気鉄道阪神なんば線のドーム前駅（ドームまええき、駅番号はHS 43）についても記述する。

## 歴史

### Osaka Metro
仮称の駅名は単に千代崎駅だった。開業当初の駅名は大阪ドーム前千代崎駅であったが、2006年7月に大阪ドームが京セラドーム大阪と呼称を変更したことにより、同年12月の今里筋線の開業に併せて現在の駅名に改称された。改称時に、近隣施設である「京セラドーム大阪」が括弧書きで併記されるようになり、駅名標にも駅名の下部に併記されるようになった。
- 1997年（平成9年）8月29日：長堀鶴見緑地線が心斎橋駅から大正駅間延伸に伴い、大阪市営地下鉄の駅が大阪ドーム前千代崎駅として開業する[1]。
- 2004年（平成16年）7月1日：駅ナンバリング導入。
- 2006年（平成18年）12月24日：ドーム前千代崎駅に改称する。
- 2010年（平成22年）8月：可動式ホーム柵の供用を開始する[2]。
- 2018年（平成30年）4月1日：大阪市交通局の民営化により、所属事業者・管轄がOsaka Metroに変更。

### 阪神電気鉄道
計画時の仮称は岩崎橋駅（いわさきばしえき）だった。なお阪神なんば線の最初期の計画では九条駅から桜川駅までまっすぐ進み、延伸区間の新駅もこの2つだけだったが、大阪ドームが完成したことに伴い最寄り駅を作る必要が生じたことから、線路を大阪ドームに寄せてドーム前駅を追加した。このため最初期の計画より路線距離が500m程延び、九条駅 - ドーム前駅間の距離が短くなっている。
- 2009年（平成21年）3月20日：阪神なんば線が西九条駅から大阪難波駅間延伸に伴い、阪神電気鉄道のドーム前駅が開業する[4]。
- 2014年（平成26年）4月1日：駅ナンバリング導入[5]。

## 駅構造

### Osaka Metro（ドーム前千代崎駅）
島式ホーム（延長135 m、幅7.5 m）1面2線を有する地下駅である。駅のデザインテーマは「にぎわい」である。改札口は大正寄りの1箇所のみ。プロ野球試合などのイベントに対応できるように臨時きっぷ売り場が設けられている。阪神なんば線とは、地下2階と地下1階（1号出口、地上へ上がる階段の中間地点）の連絡通路で接続している。
当駅はドーム前千代崎管区駅に所属しており、同管区駅長が、当駅、西大橋駅、大正駅を管轄する。
PiTaPaに対応した各種カードの利用が可能である（相互利用が可能なIC乗車券はPiTaPaの項を参照）。

#### のりば

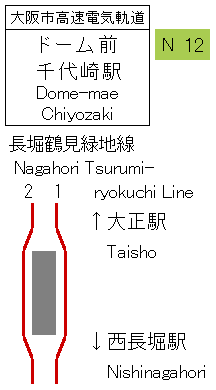
配線図

| 番線 | 路線           | 行先                             |
| ---- | -------------- | -------------------------------- |
| 1    | 長堀鶴見緑地線 | 心斎橋・森ノ宮・京橋・門真南方面 |
| 2    | 長堀鶴見緑地線 | 大正方面                         |

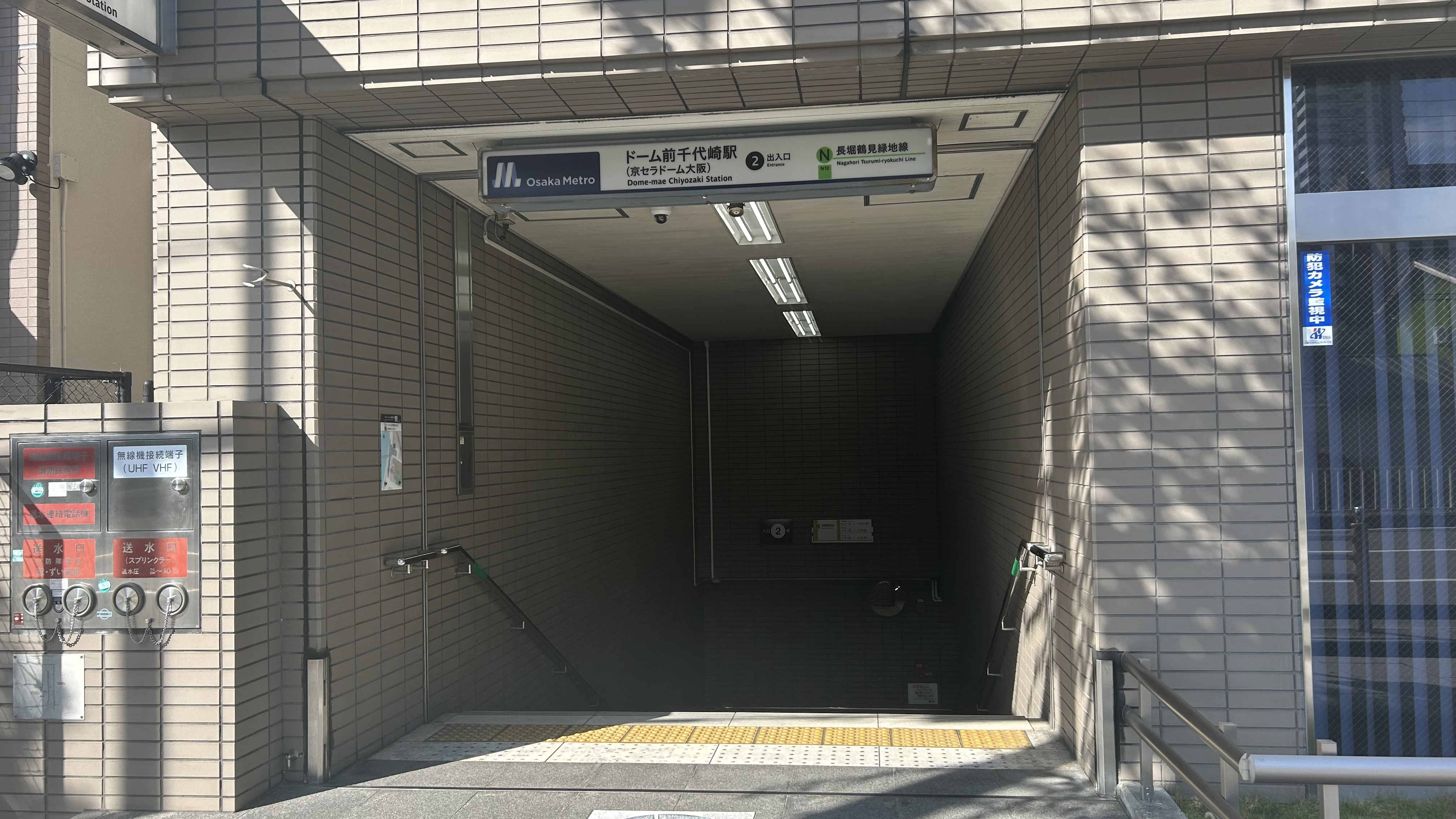
2号出入口
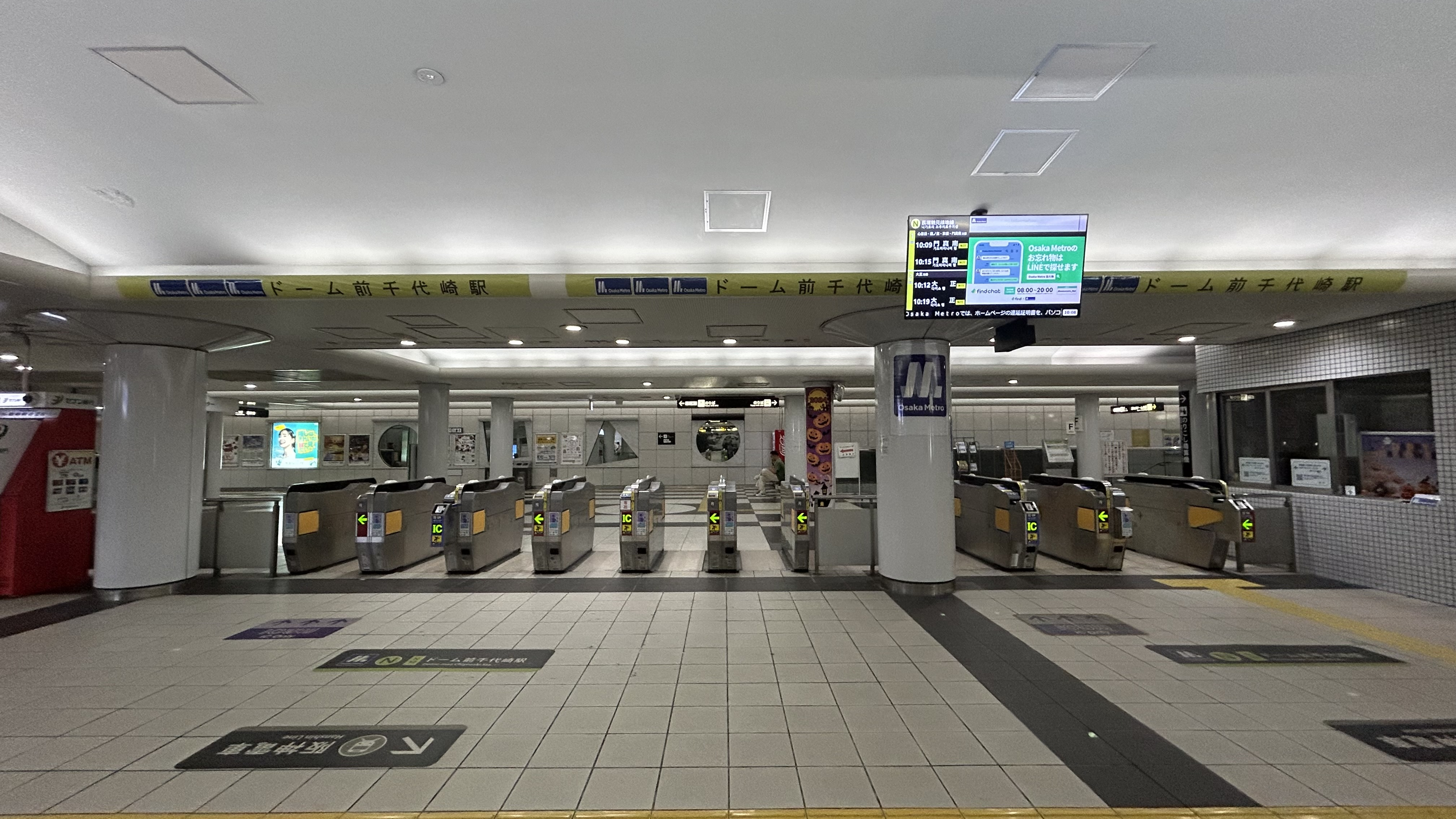
改札口
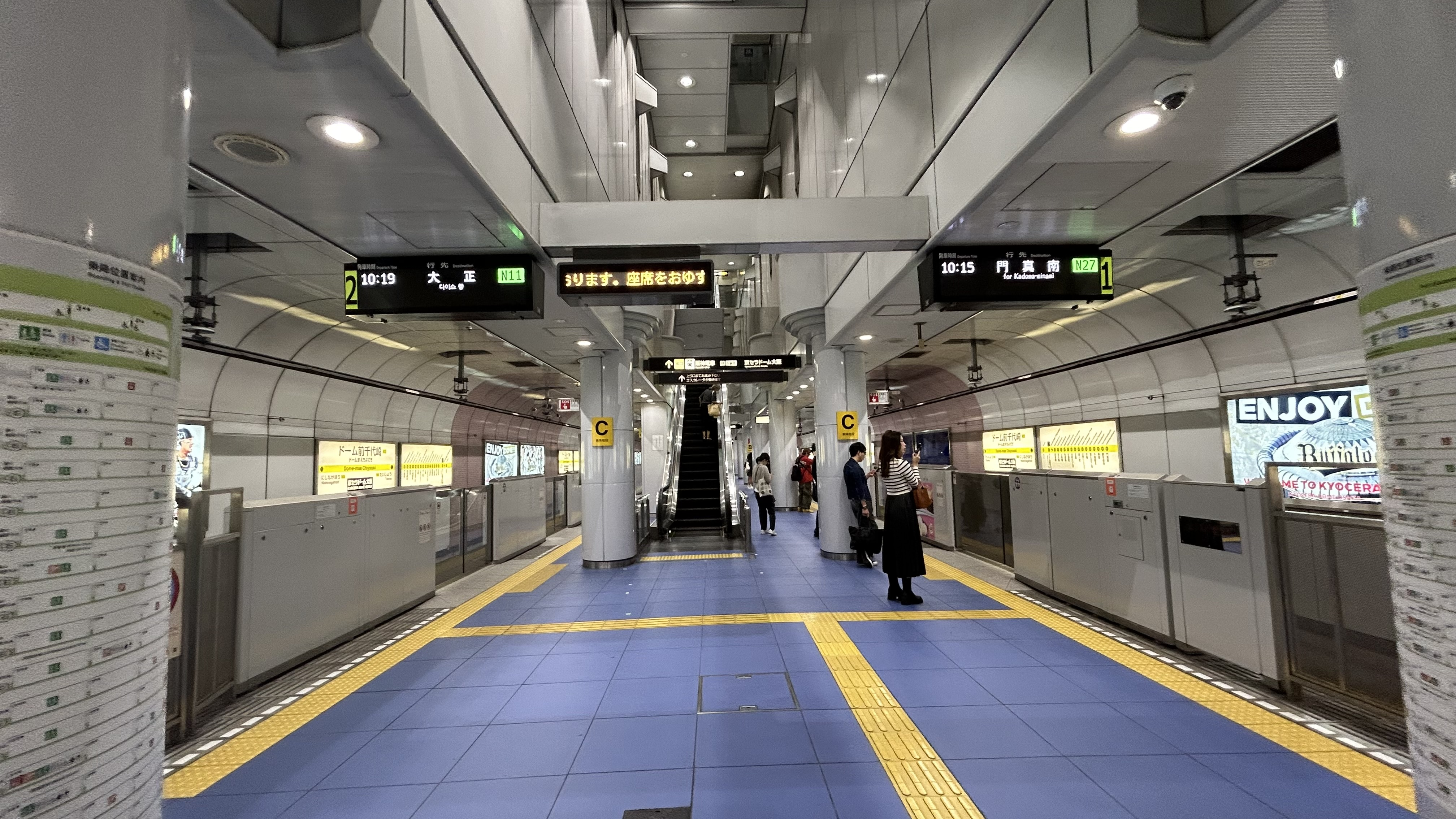
ホーム

#### 出口
| 出口番号 | 出口周辺                                                                                              | 備考             |
| -------- | --- | ---------------- |
| 1        | 京セラドーム大阪・水道局境川営業所                                                                    | エレベーターあり |
| 2        | 水道局西部工事事務所・大阪市公文書館・市立中央図書館 こども文化センター・西区民センター・土佐稲荷神社 |                  |

### 阪神電気鉄道（ドーム前駅）
島式ホーム1面2線を有する地下駅で、ホーム有効長は21m級の近畿日本鉄道車両10両編成に対応する。ホームは地下5階、改札口は地下2階に1箇所ある。自動改札機は、IC乗車券の利用のほか、切符の処理は出場時2枚一括で対応が可能である。ホーム階と改札階の中間となる地下4階には、プロ野球試合などのイベント開催時の混雑緩和のためのスペースがある。
改札口から地上への出口は2箇所あり、地下2階と地下1階に長堀鶴見緑地線への連絡通路がある。エレベーターはホーム - 改札口と改札口 - 地上（2番）出口に各1箇所、エスカレーター（上り・下りとも、ただし地上1番出口へは上りのみ）は各フロア間に、階段は地下4 - 5階は4箇所、地下2 - 4階は2箇所がそれぞれ設置されている。地下2階改札外に売店（アイビーショップ）が1店舗あるほか、改札口前のコンコースにイオンモール大阪ドームシティが直結している。
ホームの一部は天井が地下4階の高さまであり、壁には煉瓦が16万個使用されている。これは当駅近くが大阪ガス発祥の地となっており、そのガス工場を模したものとなっている。
地上との高低差は30メートルと阪神の駅では一番深い。また隣の九条駅とは営業上での駅間距離は0.6キロだが、ドーム前駅の端から九条駅の端までの距離が0.3キロと実質の駅間距離では一番短い。
トイレは改札内にある。
駅舎のデザインテーマは「懐かしさと新しさの融合」である。

#### のりば
| 番線 | 路線          | 方向 | 行先         |
| ---- | ------------- | ---- | ------------ |
| 1    | ■阪神なんば線 | 上り | 大阪難波方面 |
| 2    | ■阪神なんば線 | 下り | 尼崎方面     |

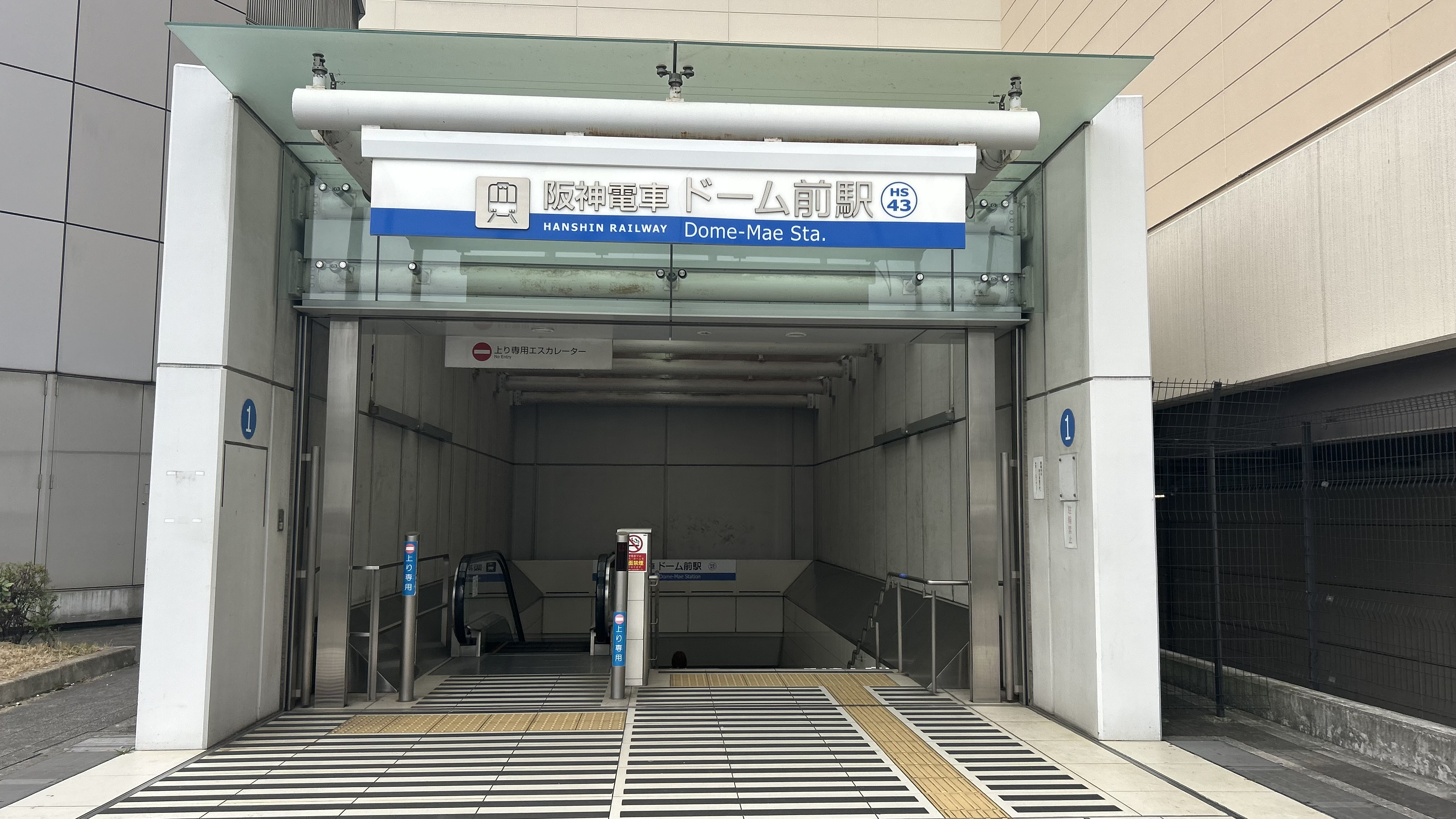
1番出入口
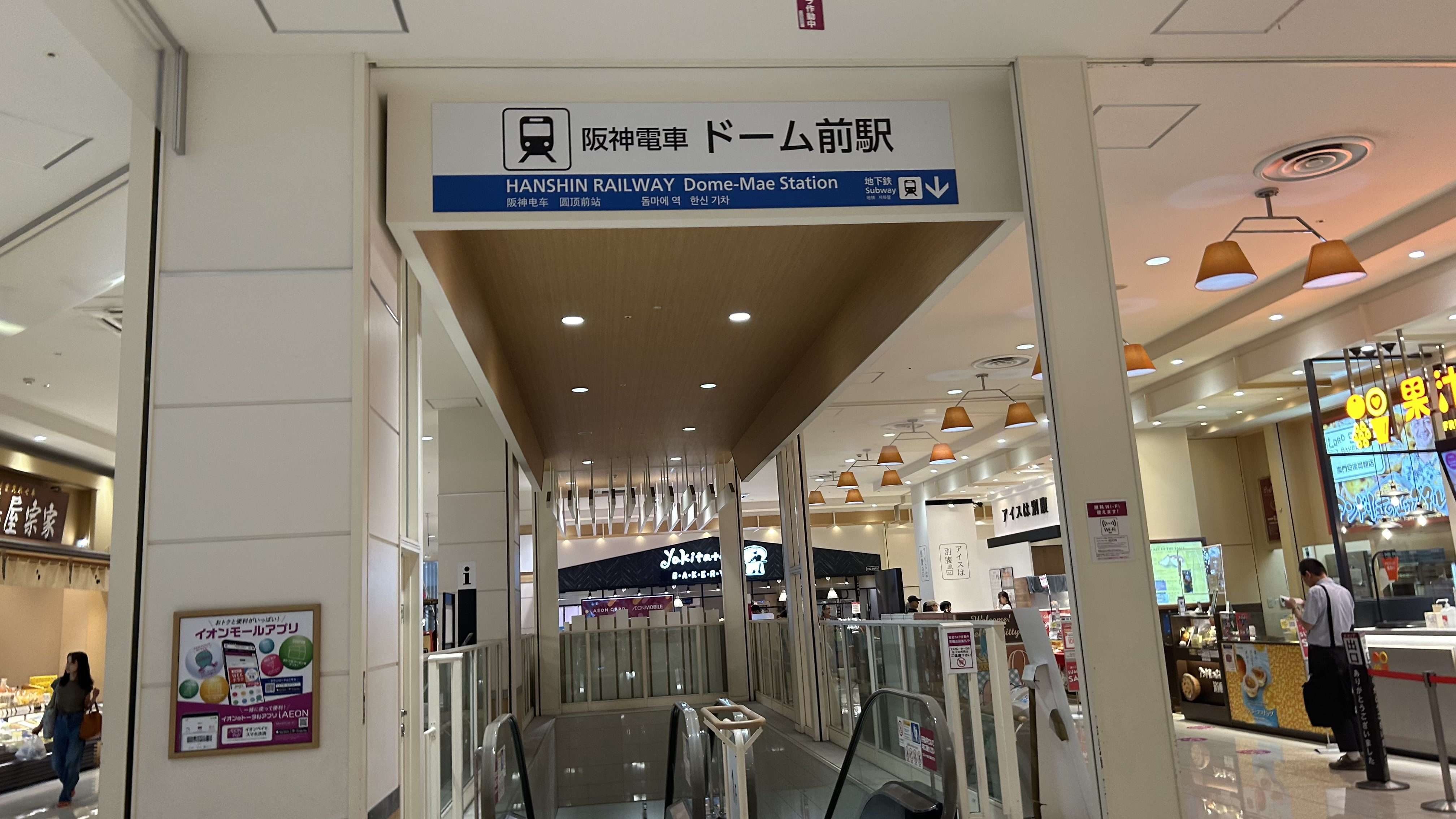
イオンモール1Fにある地下改札口へのエスカレーター（2024年6月）
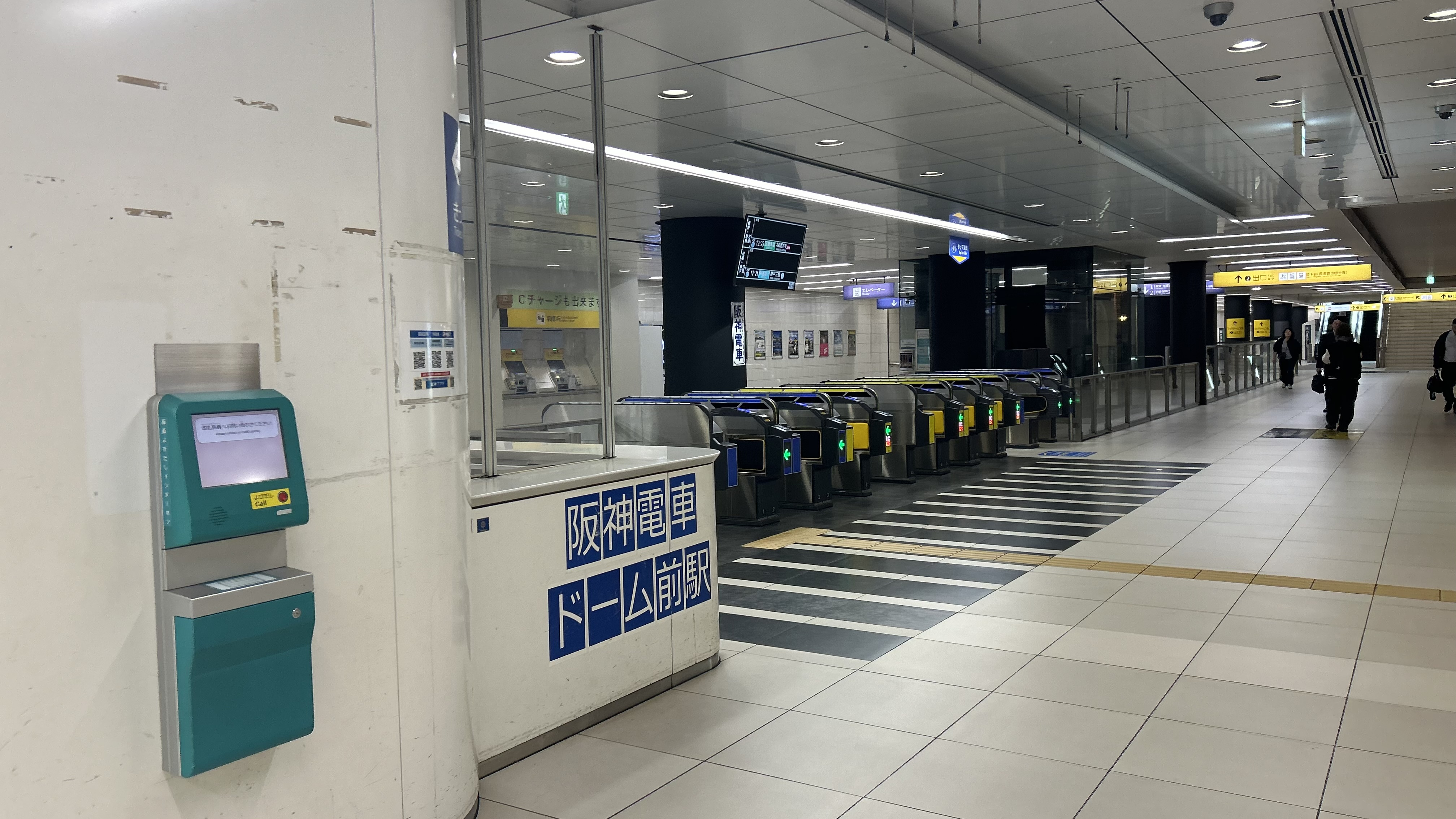
改札口
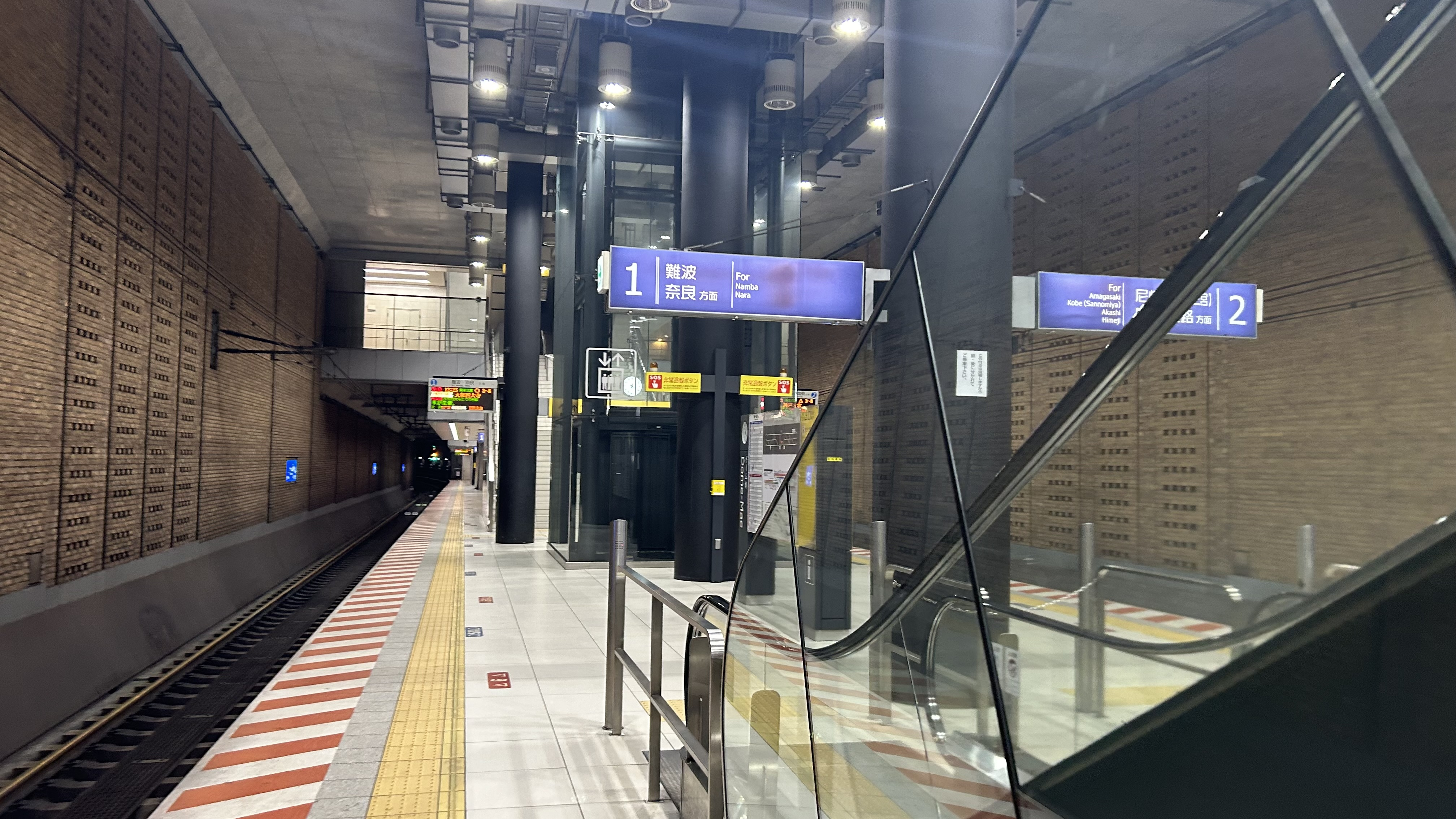
ホーム
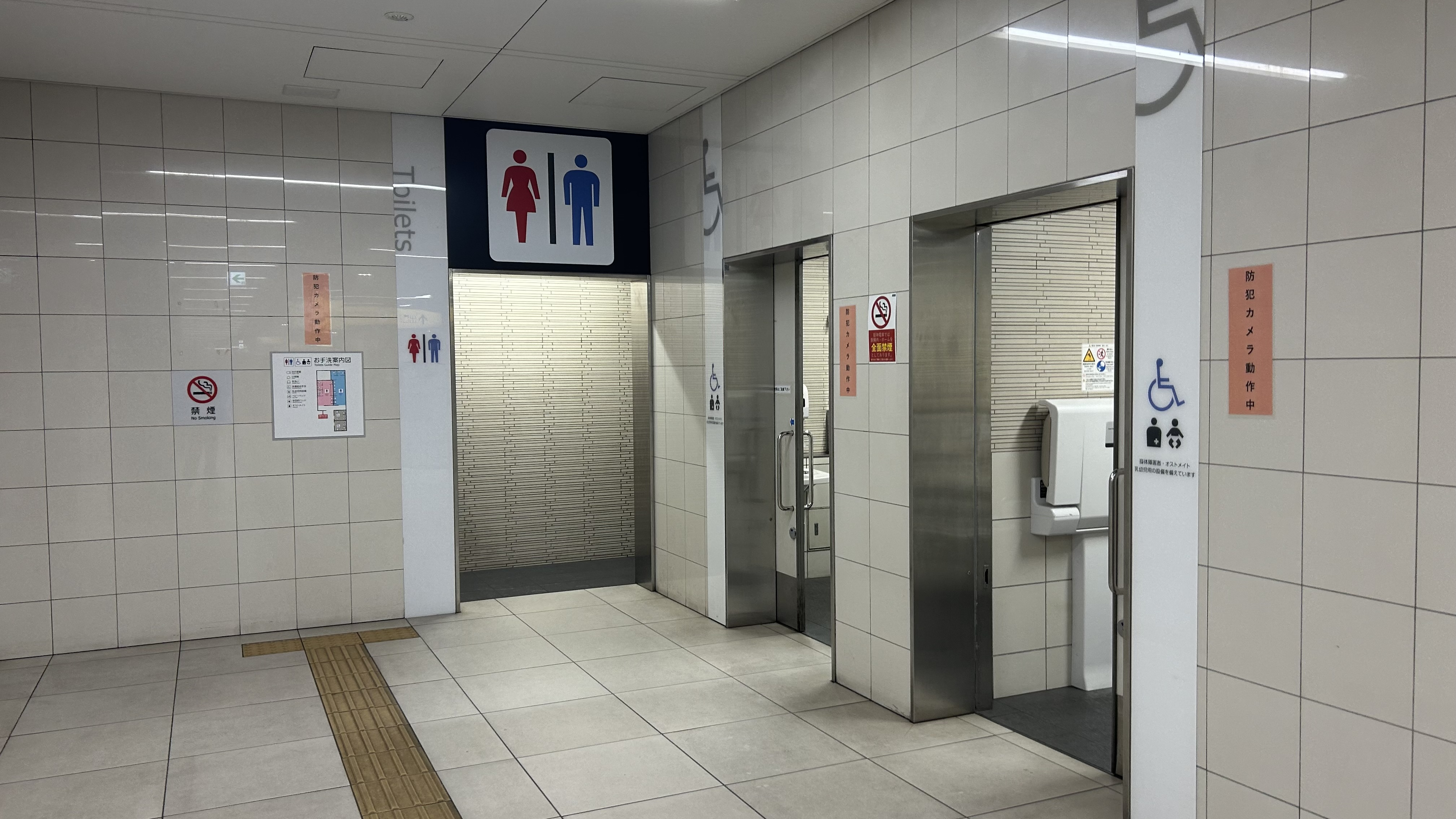
トイレ
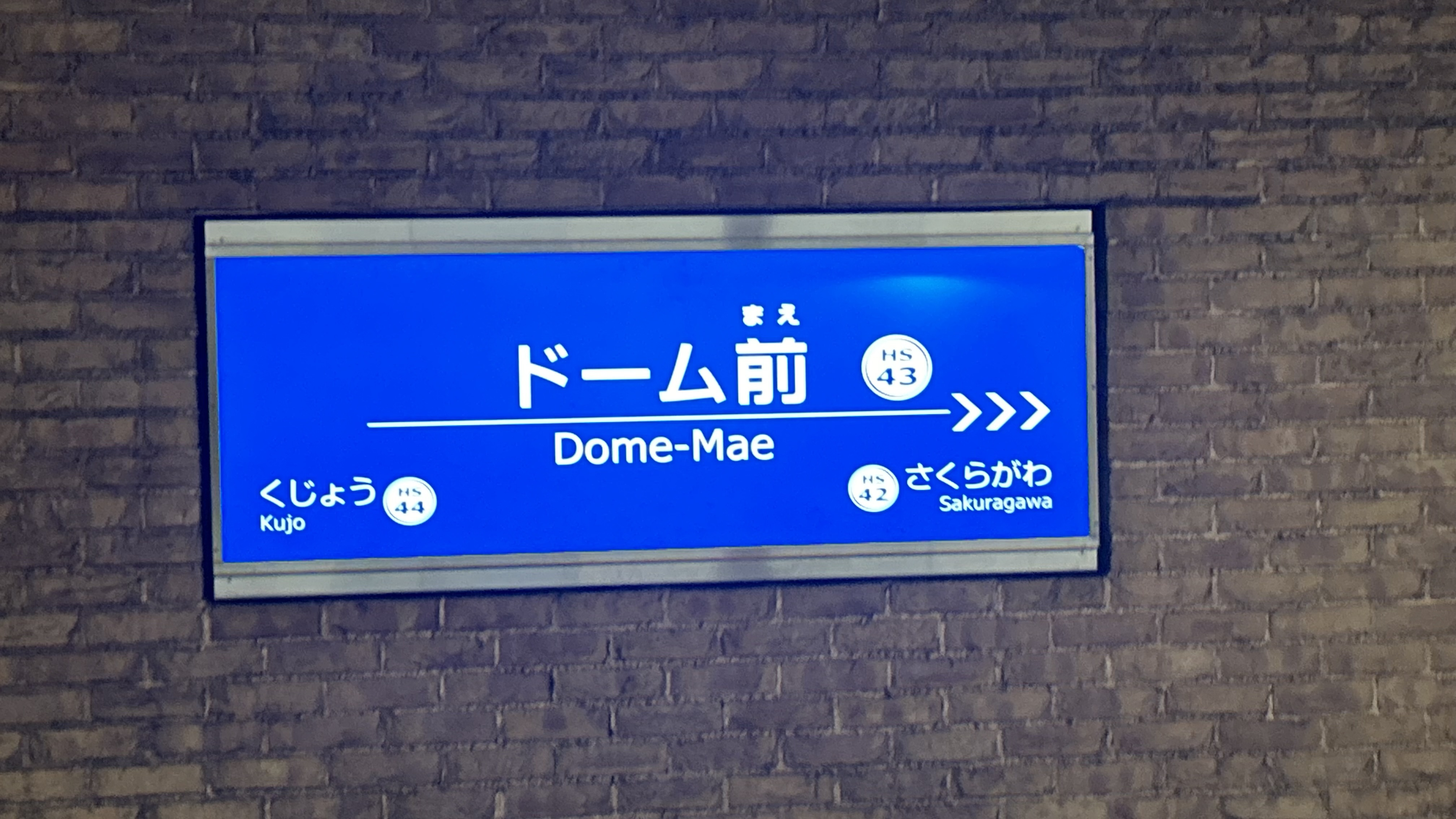
駅名標

#### 出口
| 出口番号 | 位置                                   | 備考             |
| -------- | -------------------------------------- | ---------------- |
| 1        | 北緯34度40分16.1秒 東経135度28分40.9秒 |                  |
| 2        | 北緯34度40分11.3秒 東経135度28分43.5秒 | エレベーターあり |

## 利用状況

### Osaka Metro
2024年11月12日の1日乗降人員は10,964人（乗車人員：5,060人、降車人員：5,904人）であり、長堀鶴見緑地線の駅では17駅中14位（他地下鉄路線と接続しない駅では8位）。
各年度の特定日における利用状況は下表の通りである。なお1995年度の調査については1996年に行われているが、会計年度上1995年度となる。
| 年度               | 調査日   | 乗車人員 | 降車人員 | 乗降人員 | 出典          | 出典          |
| 年度               | 調査日   | 乗車人員 | 降車人員 | 乗降人員 | メトロ        | 大阪府        |
| ------------------ | -------- | -------- | -------- | -------- | ------------- | ------------- |
| 1998年（平成10年） | 11月10日 | 3,557    | 3,162    | 6,719    |               | [ 大阪府 1 ]  |
| 2007年（平成19年） | 11月13日 | 3,364    | 3,894    | 7,258    |               | [ 大阪府 2 ]  |
| 2008年（平成20年） | 11月11日 | 3,329    | 3,892    | 7,221    |               | [ 大阪府 3 ]  |
| 2009年（平成21年） | 11月10日 | 3,468    | 3,898    | 7,366    |               | [ 大阪府 4 ]  |
| 2010年（平成22年） | 11月09日 | 4,462    | 5,225    | 9,687    |               | [ 大阪府 5 ]  |
| 2011年（平成23年） | 11月08日 | 3,472    | 3,955    | 7,427    |               | [ 大阪府 6 ]  |
| 2012年（平成24年） | 11月13日 | 4,471    | 5,161    | 9,632    |               | [ 大阪府 7 ]  |
| 2013年（平成25年） | 11月19日 | 4,514    | 5,230    | 9,744    | [ メトロ 1 ]  | [ 大阪府 8 ]  |
| 2014年（平成26年） | 11月11日 | 5,369    | 6,350    | 11,719   | [ メトロ 2 ]  | [ 大阪府 9 ]  |
| 2015年（平成27年） | 11月17日 | 5,185    | 5,842    | 11,027   | [ メトロ 3 ]  | [ 大阪府 10 ] |
| 2016年（平成28年） | 11月08日 | 7,084    | 8,178    | 15,262   | [ メトロ 4 ]  | [ 大阪府 11 ] |
| 2017年（平成29年） | 11月14日 | 5,577    | 6,301    | 11,878   | [ メトロ 5 ]  | [ 大阪府 12 ] |
| 2018年（平成30年） | 11月13日 | 5,358    | 6,162    | 11,520   | [ メトロ 6 ]  | [ 大阪府 13 ] |
| 2019年（令和元年） | 11月12日 | 5,690    | 6,325    | 12,015   | [ メトロ 7 ]  | [ 大阪府 14 ] |
| 2020年（令和02年） | 11月10日 | 4,260    | 5,045    | 9,305    | [ メトロ 8 ]  | [ 大阪府 15 ] |
| 2021年（令和03年） | 11月16日 | 4,326    | 5,000    | 9,326    | [ メトロ 9 ]  | [ 大阪府 16 ] |
| 2022年（令和04年） | 11月15日 | 4,438    | 5,137    | 9,575    | [ メトロ 10 ] | [ 大阪府 17 ] |
| 2023年（令和05年） | 11月07日 | 4,864    | 5,602    | 10,466   | [ メトロ 11 ] | [ 大阪府 18 ] |
| 2024年（令和06年） | 11月12日 | 5,060    | 5,904    | 10,964   | [ メトロ 12 ] |               |

### 阪神電気鉄道
2023年11月平均の乗降人員は11,146人である。阪神電気鉄道の駅では岩屋駅に次いで第26位。
各年度の11月平均利用状況は下表の通り。
| 年度               | 乗車人員 | 降車人員 | 乗降人員 | 増減率 | 順位 | 出典       |
| ------------------ | -------- | -------- | -------- | ------ | ---- | ---------- |
| 2019年（令和元年） | 4,788    | 5,094    | 9,882    |        | 30位 | [ 阪神 1 ] |
| 2020年（令和02年） | 3,894    | 4,173    | 8,067    | -18.4% | 33位 | [ 阪神 2 ] |
| 2021年（令和03年） | 4,126    | 4,397    | 8,523    | 5.7%   | 31位 | [ 阪神 3 ] |
| 2022年（令和04年） | 4,650    | 4,938    | 9,588    | 12.5%  | 29位 | [ 阪神 4 ] |
| 2023年（令和05年） | 5,447    | 5,699    | 11,146   | 16.2%  | 26位 | [ 阪神 5 ] |

#### 年次・年度別利用状況
大阪府・大阪市それぞれが公表しているデータによると、開業後各年の1日平均（全期間対象）利用状況は下表の通り。
| 年次/年度          | 各年次   | 各年次   | 各年次   | 各年度 乗車人員 | 出典          | 出典         |
| 年次/年度          | 乗車人員 | 降車人員 | 乗降人員 | 各年度 乗車人員 | 大阪府        | 大阪市       |
| ------------------ | -------- | -------- | -------- | --------------- | ------------- | ------------ |
| 2008年（平成20年） |          |          |          | 255             | [ 大阪府 3 ]  | [ 大阪市 1 ] |
| 2009年（平成21年） | 2,462    | 2,394    | 4,856    | 3,143           | [ 大阪府 4 ]  | [ 大阪市 1 ] |
| 2010年（平成22年） | 2,296    | 2,382    | 4,678    | 2,310           | [ 大阪府 5 ]  | [ 大阪市 1 ] |
| 2011年（平成23年） | 2,313    | 2,400    | 4,713    | 2,336           | [ 大阪府 6 ]  | [ 大阪市 1 ] |
| 2012年（平成24年） | 2,601    | 2,835    | 5,436    | 2,594           | [ 大阪府 7 ]  | [ 大阪市 1 ] |
| 2013年（平成25年） | 3,391    | 3,570    | 6,961    | 3,439           | [ 大阪府 8 ]  | [ 大阪市 1 ] |
| 2014年（平成26年） | 3,632    | 3,805    | 7,437    | 3,639           | [ 大阪府 9 ]  | [ 大阪市 1 ] |
| 2015年（平成27年） | 4,278    | 4,014    | 8,292    | 4,325           | [ 大阪府 10 ] | [ 大阪市 1 ] |
| 2016年（平成28年） | 4,032    | 4,163    | 8,195    | 4,070           | [ 大阪府 11 ] | [ 大阪市 1 ] |
| 2017年（平成29年） | 4,393    | 4,663    | 9,056    | 4,475           | [ 大阪府 12 ] | [ 大阪市 1 ] |
| 2018年（平成30年） | 4,729    | 5,031    | 9,760    | 4,782           | [ 大阪府 13 ] | [ 大阪市 1 ] |
| 2019年（令和元年） | 4,747    | 4,852    | 9,599    | 4,737           | [ 大阪府 14 ] | [ 大阪市 2 ] |
| 2020年（令和02年） | 3,951    | 4,212    | 8,163    | 3,555           | [ 大阪府 15 ] | [ 大阪市 3 ] |
| 2021年（令和03年） | 4,008    | 4,291    | 8,299    | 3,704           | [ 大阪府 16 ] | [ 大阪市 4 ] |
| 2022年（令和04年） | 4,347    | 4,630    | 8,977    | 4,315           | [ 大阪府 17 ] | [ 大阪市 5 ] |
| 2023年（令和05年） | 5,051    | 5,360    | 10,411   |                 | [ 大阪府 18 ] |              |

## 駅周辺
- 京セラドーム大阪
- 大阪ガス ドームシティガスビル
- hu＋gMUSEUM（ハグミュージアム）
- イオンモール大阪ドームシティ
- スーパービバホーム 大阪ドームシティ
- フォレオ大阪ドームシティ

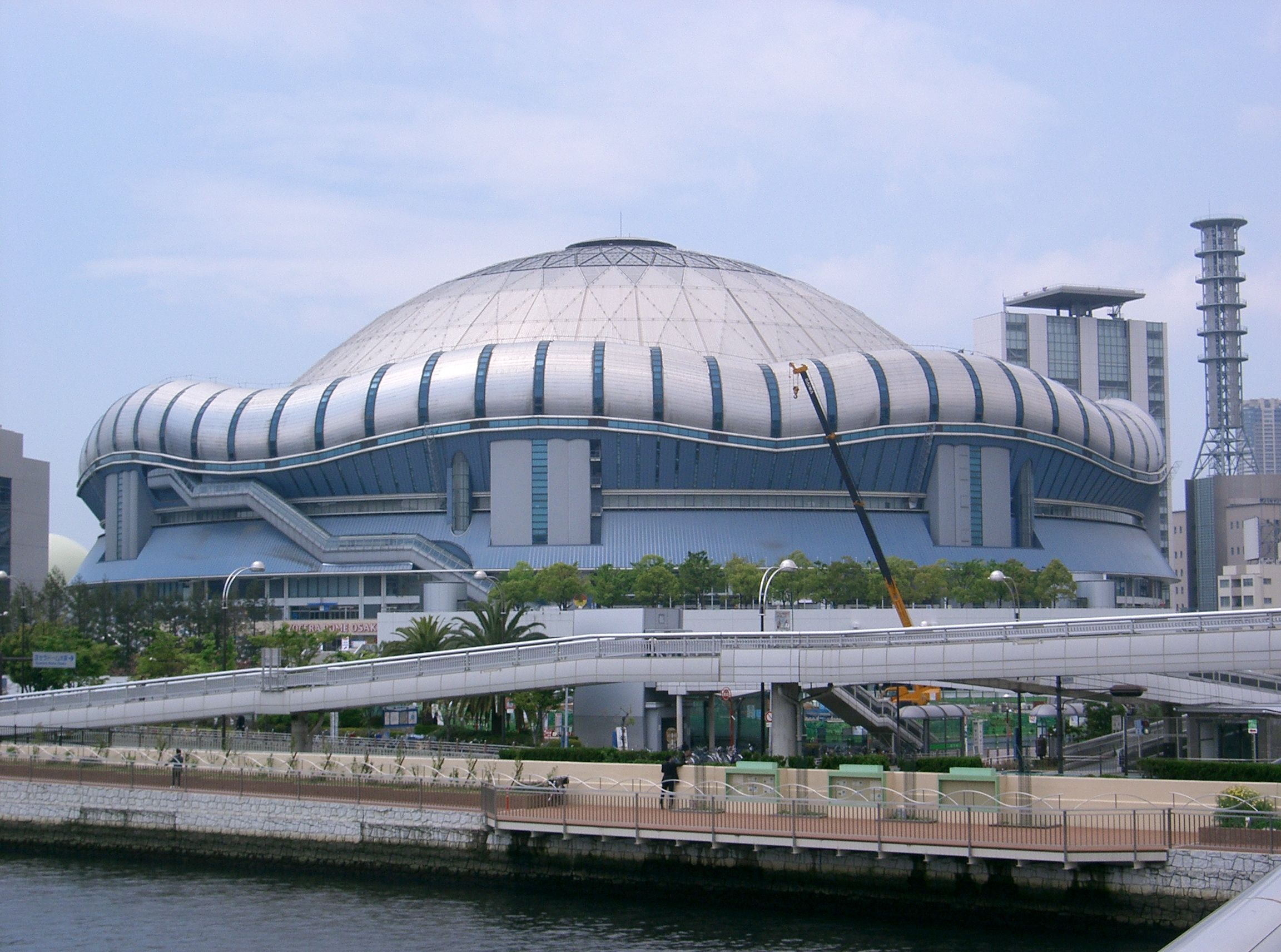
京セラドーム大阪（大阪ドーム）

- 大阪市高速電気軌道・大阪シティバス 本社（旧大阪市交通局 本庁舎）
- 大阪市西消防署
- 九条変電所
- 大阪市立西中学校
- 多根総合病院
- 大阪ドーム千代崎港 - 木津川の船着き場

## バス路線
最寄停留所はドーム前千代崎（京セラドーム大阪）である。2007年（平成19年）1月7日までの停留所名は「大阪ドーム前千代崎」だった。
大阪シティバスにより、以下の路線が運行されている。大正区内各地へのバスターミナルの性格を有しており、急行バス（土曜・休日運休）も当停留所を始終着として運行されている。
| のりば     | のりば | 系統 | 行先             | 担当         | 備考                         |
| ---------- | ------ | ---- | ---------------- | ------------ | ---------------------------- |
| ロータリー | 1      | 51   | 天保山           | 酉島・鶴町   |                              |
| ロータリー | 1      | 91   | 鶴町四丁目       | 鶴町・住之江 |                              |
| ロータリー | 1      | 91急 | 鶴町四丁目       | 鶴町・住之江 | 平日ラッシュ時のみ運行       |
| ロータリー | 1      | 94   | 鶴町四丁目       | 鶴町         | 91・90号系統と経由地が異なる |
| ロータリー | 1      | 98   | 大正区役所前     | 鶴町・酉島   |                              |
| ロータリー | 2      | 70   | 西船町           | 鶴町・住之江 |                              |
| ロータリー | 2      | 70急 | 西船町           | 鶴町・住之江 | 平日ラッシュ時のみ運行       |
| ロータリー | 2      | 76   | 地下鉄住之江公園 | 住之江       |                              |
| 松島町通上 | 南行き | 90   | 鶴町四丁目       | 鶴町         |                              |
| 松島町通上 | 北行き | 90   | 野田阪神前       | 鶴町         |                              |

## 隣の駅
括弧内は駅番号を示す。
大阪市高速電気軌道 (Osaka Metro)
 長堀鶴見緑地線
大正駅 (N11) - ドーム前千代崎駅 (N12) - 西長堀駅 (N13)
阪神電気鉄道
阪神なんば線
■快速急行・■準急・■区間準急・■普通
桜川駅 (HS 42) - ドーム前駅 (HS 43) - 九条駅 (HS 44)

### 記事本文